# (27686) 1981 ES21
A (27686) 1981 ES21 a Naprendszer kisbolygóövében található aszteroida. Schelte J. Bus fedezte fel 1981. március 2-án.